# Jan Vorogovsky
Jan Vorogovsky (7 de agosto de 1996) es un futbolista kazajo que juega de centrocampista en el F. C. Astana de la Liga Premier de Kazajistán.

## Selección nacional
Vorogovsky es internacional con la selección de fútbol de Kazajistán desde 2017.
El 21 de marzo de 2019 marcó su primer gol con la selección, en la victoria por 3-0 del combinado kazajo frente a Escocia, en un partido de clasificación para la Eurocopa 2020.

### Goles internacionales
| N.º | Fecha                 | Estadio                                      | Rival      | Gol | Resultado | Competición                         |
| --- | --------------------- | -------------------------------------------- | ---------- | --- | --------- | ----------------------------------- |
| 1   | 21 de marzo de 2019   | Astana Arena, Astaná, Kazajistán             | Escocia    | 2-0 | 3-0       | Clasificación para la Eurocopa 2020 |
| 2   | 13 de junio de 2022   | Astana Arena, Nursultán, Kazajistán          | Eslovaquia | 1-0 | 2-1       | Liga de Naciones de la UEFA 2022-23 |
| 3   | 16 de junio de 2023   | Estadio Ennio Tardini, Parma, Italia         | San Marino | 0-1 | 0-3       | Clasificación para la Eurocopa 2024 |
| 4   | 14 de octubre de 2023 | Parken Stadion, Copenhague, Dinamarca        | Dinamarca  | 3-1 | 3-1       | Clasificación para la Eurocopa 2024 |
| 5   | 11 de junio de 2024   | Haladás Sportkomplexum, Szombathely, Hungría | Azerbaiyán | 0-1 | 3-2       | Amistoso                            |

## Clubes
| Club                | País       | Año       |
| ------------------- | ---------- | --------- |
| F. C. Ak Bulak      | Kazajistán | 2013      |
| F. C. Sunkar        | Kazajistán | 2014      |
| F. C. Kaisar        | Kazajistán | 2015      |
| F. C. Kairat Almaty | Kazajistán | 2016-2019 |
| K. Beerschot V. A.  | Bélgica    | 2019-2021 |
| F. C. Kairat Almaty | Kazajistán | 2021-2022 |
| RWDM (cedido)       | Bélgica    | 2022      |
| RWDM                | Bélgica    | 2022-2023 |
| F. C. Astana        | Kazajistán | 2023-     |

## Palmarés

### Títulos nacionales
| Título                        | Club                | País       | Año  |
| ----------------------------- | ------------------- | ---------- | ---- |
| Supercopa de Kazajistán       | F. C. Kairat Almaty | Kazajistán | 2016 |
| Supercopa de Kazajistán       | F. C. Kairat Almaty | Kazajistán | 2017 |
| Copa de Kazajistán            | F. C. Kairat Almaty | Kazajistán | 2017 |
| Copa de Kazajistán            | F. C. Kairat Almaty | Kazajistán | 2018 |
| Copa de Kazajistán            | F. C. Kairat Almaty | Kazajistán | 2021 |
| Copa de la Liga de Kazajistán | F. C. Astana        | Kazajistán | 2024 |